# Piatra Fântânele (arie protejată)
Piatra Fântânele este o arie protejată de interes național ce corespunde categoriei a IV-a IUCN (rezervație naturală de tip botanic), situată în nord-estul Transilvaniei, pe teritoriul județului Bistrița-Năsăud

## Localizare
Aria naturală se află în extremitatea estică a județului Bistrița-Năsăud (aproape de granița cu județul Suceava), pe teritoriul administrativ al comunei Prundu Bârgăului, în imediata apropiere de Pasul Tihuța situat pe drumul național DN17 ce face legătura între  Depresiunea colinară a Transilvaniei și Depresiunea Dornelor.

## Descriere

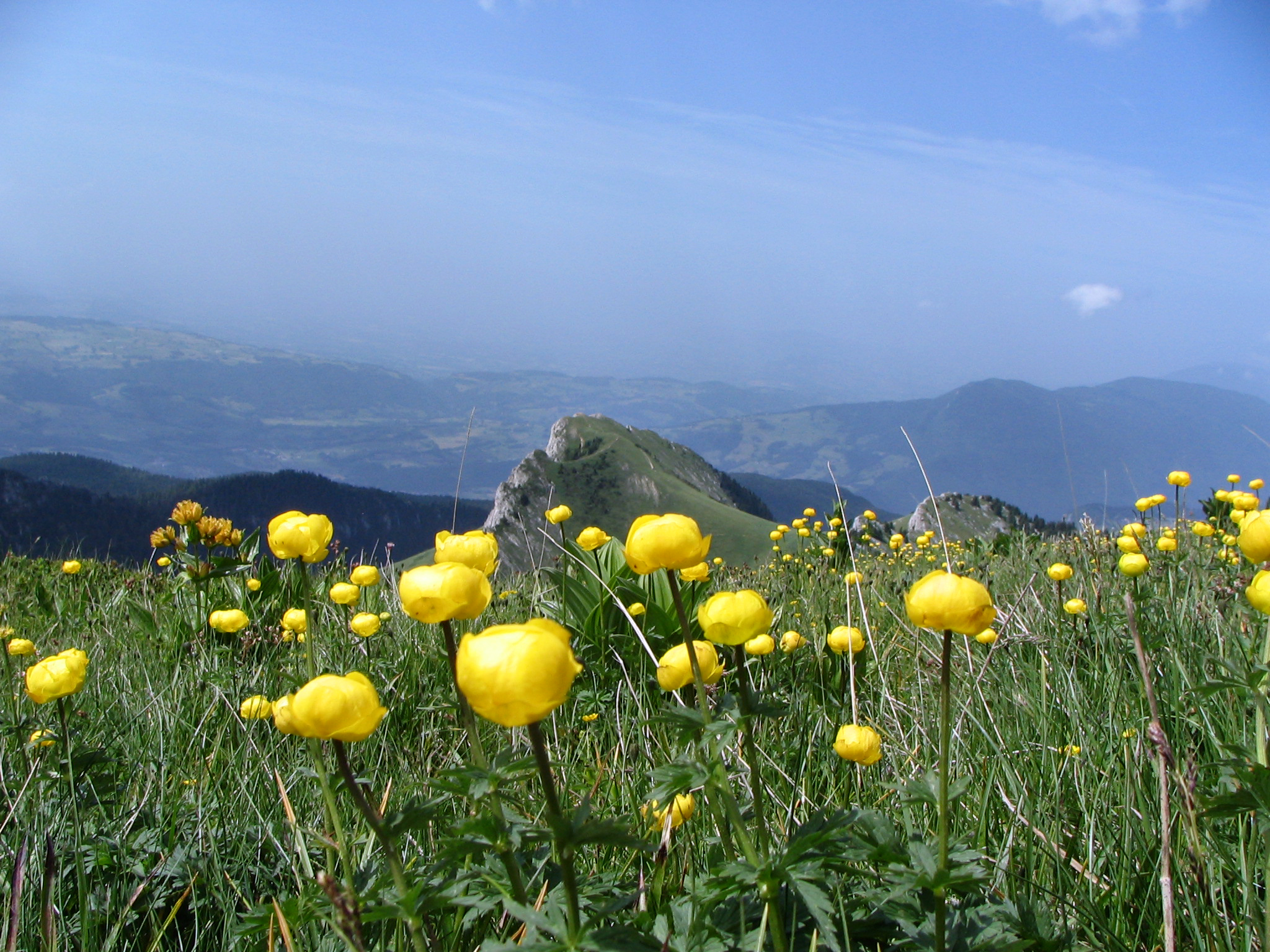
Bulbuci de munte (Trollius europaeus)

Rezervația naturală a fost declarată arie protejată prin Legea Nr.5 din 6 martie 2000 (privind aprobarea Planului de amenajare a teritoriului național - Secțiunea a III-a - zone protejate, publicată în Monitorul Oficial al României, Nr.152 din 12 aprilie 2000) și se întinde pe o suprafață de 5 hectare. 
Aria naturală aflată în Munții Bârgău (la o altitudine de 1200 m.) reprezintă o zonă montană acoperită cu pajiști și fânețe unde vegetează  bulbucul de munte (Trollius europaeus); specia floristică protejată la nivel european prin Directiva 92/43/CE (anexa I-a) din 21 mai 1992 (privind conservarea habitatelor naturale și a speciilor de faună și floră sălbatică). Aceasta vegetează în asociere cu ierburi din familia Poaceae; printre care specii de iarba cămpului (Agrostis capillaris, Agrostis moldavica, Agrostis rupestris) sau păiuș roșu (Festuca rubra). 
Pe teritoriul ariei protejate (în partea vestică a acesteia) se află o stâncă andezică din rocă magmatică, rezultată în urma unei vechi erupții vulcanice.

## Obiective turistice aflate în vecinătate
- Biserica „Sfântul Ierarh Nicolae” din Prundu Bârgăului construită în anul 1837.
- Mănăstirea Piatra Fântânele
- Pasul Tihuța